# Islam Al'sultanov
Islam Aschabovič Al'sultanov (in russo Ислам Асхабович Альсултанов?; 18 agosto 2001) è un calciatore russo, attaccante del Fleetwood United.

## Caratteristiche tecniche
È un centravanti.

## Carriera
Cresciuto nel settore giovanile dell'Achmat Groznyj, ha esordito in prima squadra il 18 ottobre 2020 in occasione dell'incontro di Prem'er-Liga perso 3-0 contro il Rostov. Due settimane più tardi ha segnato la sua prima rete, aprendo le marcature dell'incontro di Kubok Rossii vinto ai calci di rigore contro lo Šinnik.

## Statistiche
Statistiche aggiornate al 21 novembre 2020.

### Presenze e reti nei club
| Stagione        | Squadra         | Campionato      | Campionato | Campionato | Coppe nazionali | Coppe nazionali | Coppe nazionali | Coppe continentali | Coppe continentali | Coppe continentali | Altre coppe | Altre coppe | Altre coppe | Totale | Totale | Totale |
| Stagione        | Squadra         | Comp            | Pres       | Reti       | Comp            | Pres            | Reti            | Comp               | Pres               | Reti               | Comp        | Pres        | Reti        | Pres   | Reti   |        |
| --------------- | --------------- | --------------- | ---------- | ---------- | --------------- | --------------- | --------------- | ------------------ | ------------------ | ------------------ | ----------- | ----------- | ----------- | ------ | ------ | ------ |
| 2020-2021       | Achmat Groznyj  | PL              | 4          | 0          | CR              | 1               | 1               |                    | -                  | -                  |             | -           | -           | 5      | 1      |        |
| Totale carriera | Totale carriera | Totale carriera | 4          | 0          |                 | 1               | 1               |                    | -                  | -                  |             | -           | -           | 5      | 1      |        |